# Štefan Harabin
Štefan Harabin (* 4. května 1957 Ľubica) je slovenský právník, soudce a politik. V letech 1998–2003 a 2009–2014 byl předsedou Nejvyššího soudu Slovenské republiky, v první vládě Roberta Fica zastával v letech 2006–2009 funkce místopředsedy vlády a ministra spravedlnosti. V letech 2019 a 2024 neúspěšně kandidoval na slovenského prezidenta.

## Život
Narodil se jako jedno z devíti dětí v obci Ľubica u Kežmarku do pravoslavné rodiny.
Vystudoval Právnickou fakultu Univerzity Pavla Jozefa Šafárika v Košicích. Soudcovskou praxi začínal v roce 1980 jako justiční čekatel Krajského soudu v Košicích. Do roku 1989 byl členem Komunistické strany Československa. Do funkce soudce byl zvolen 1. ledna 1983. Po sametové revoluci působil od roku 1990 na Krajském soudě v Košicích, v roce 1991 byl zvolen za soudce Nejvyššího soudu SR.
V letech 1998–2003 byl předsedou Nejvyššího soudu. Od 4. července 2006 do 23. června 2009 působil jako ministr spravedlnosti Slovenska v první vládě Roberta Fica. Na tento post ho nominovala strana ĽS-HZDS. 22. června 2009 byl Soudní radou SR, jejímž byl také předsedou, opětovně zvolen na post předsedy Nejvyššího soudu. Volbu doprovázel protest zhruba padesáti lidí, kteří k tomuto rozhodnutí vyjádřili negativní postoj. V této funkci setrval do června 2014.
Je podruhé ženatý. S první ženou Annou má dvě děti – Branislava a Kamilu a s druhou manželkou Gabrielou Tamaru a Katarínu. Pravidelně komentuje politické dění, k čemuž využívá primárně platformu YouTube.
V roce 2019 neúspěšně kandidoval na prezidenta, kde se umístil třetím místě za Zuzanou Čaputovou a Marošem Šefčovičem. V době jeho kandidatury se k jeho chování nelichotivě vyjádřila jeho exmanželka Anna.
V roce 2019 oznámil, že v roce 2020 povede jako lídr do voleb krajně pravicovou stranu Vlast. V parlamentních volbách však strana nezískala ani 3 % hlasů voličů a do parlamentu Národní rady se tak nedostal žádný její zástupce.

### Kandidatura na slovenského prezidenta
V únoru 2023 oznámil, že se bude opět ucházet o prezidentský úřad. Volební průzkumy mu v únoru 2024 přisuzovaly zisk asi 10 % hlasů. Pouhých pět dní před volbami, 18. března 2024 odstoupil z voleb předseda vládní Slovenské národní strany Andrej Danko, který v průzkumech dosahoval přibližně tříprocentní podpory. Ve prospěch Harabina se své kandidatury vzdal také předseda Slovenského Hnutí Obrody Róbert Švec. V prvním kole voleb získal 11,74 % hlasů a skončil tak s výrazným odstupem na třetím místě. Do druhého kola proto nepostoupil. Svým voličům nedoporučil, koho z postupujících kandidátů by měli podpořit.
Před volbami tvrdil, že kandidát na prezidenta Slovenska a předseda strany HLAS-SD Peter Pellegrini porušil ústavu tím, že kandiduje na funkci prezidenta z funkce předsedy Národní rady Slovenské republiky, přestože to dle Harabinova výkladu ústavy není v souladu s ústavou. Dalšího kandidáta Ivana Korčoka obvinil z velezrady poté, co Korčok uvedl, že by byl ochotný diskutovat o zrušení práva veta v rámci hlasování Evropská unie.

## Názory
Harabin je tvrdý euroskeptik a kritik vztahu Evropské unie a Slovenska. Brojí například proti migračním kvótám. Nesouhlasí s bombardováním Jugoslávie vojsky NATO v roce 1999 a tehdejšího premiéra Mikuláše Dzurindu obviňuje za schválení bombardování z velezrady. V domácí politice je odpůrcem „starého establishmentu“, jmenovitě bývalých prezidentů Andreje Kisky a Zuzany Čaputové, premiéra Roberta Fica, bývalých premiérů Igora Matoviče, Eduarda Hegera a Ľudovíta Ódora či bývalého ministra zahraničí Miroslava Lajčáka.
Před prezidentskými volbami v roce 2024 uvedl, že každý suverénní stát musí provozovat vlastní státní televizi, která hlásá státní ideologii. Homosexuály a další členy komunity LGBT označil za pacienty a komunitu LGBT za diagnózu. „Ideologii LGBTI“ zároveň označil za rozvratnou tendenci přicházející ze západu, která chce rozložit Slovensko. V jednom z videí dodal, že ze západu přichází rovněž „rozvratné ideologie kanibalismu, pedofilie a narkomanie.“ Politické strany Progresívne Slovensko a Kresťanskodemokratické hnutie označil za hnutí satana a jejich členy za satanisty. Po zvolení Petra Pavla prezidentem České republiky prohlásil, že Pavel v České republice buduje vojenskou diktaturu.
Harabin rovněž tvrdil, že „nastupuje superglobální velmoc Ruská federace“ a že by Slovensko mělo zajištěnou svou další existenci, pokud by Rusko zaručilo jeho neutralitu. Dále prohlásil: „Pokud vyhraju prezidentské volby, ani jeden voják, ani jeden náboj, ani jeden cent nepůjde na Ukrajinu, ani jeden migrant nepřijde na Slovensko a ani jeden voják cizího státu nebude na území Slovenské republiky.“ Prohlásil také, že plně podporuje ruskou invazi na Ukrajinu (sám ji odmítá nazývat válkou, používá Ruskem uváděný termín speciální operace) s tím, že podporuje úsilí Ruska v naprosté likvidaci „ukronacistů“ a „ukrofašistů“. Na Ukrajině podle něj válku vyvolali anglosasové, kteří chtějí zlikvidovat slovany. V březnu 2024 uvedl, že jeho první zahraniční cesta ve funkci hlavy státu by směřovala do Ruska. Zvykem je přitom na první návštěvu jezdit do České republiky. Svůj názor odůvodnil tak, že Česká republika podporuje fašismus a nacismus. Velmi tvrdě vystupuje proti Spojeným státům americkým. Kvůli podpoře ruské invaze na Ukrajinu byl v květnu 2022 zadržen a obviněn. Počátkem června 2023 byl obžalován pro podezření ze spáchání trestných činů hanobení národa, rasy a přesvědčení, jakož i schvalování trestného činu. V květnu 2025 byl však nepravomocně zproštěn obžaloby.